# Blackburn Skua
Blackburn B-24 Skua là một loại máy bay tiêm kích/ném bom bổ nhào của Anh, nó được trang bị cho Không quân Hải quân Hoàng gia Anh trong Chiến tranh thế giới II. Nó được thiết kế vào giữa thập niên 1930, và tham chiến vào thời kỳ đầu của Chiến tranh thế giới II. Skua (chim cướp biển) là tên một loài chim biển.

## Biến thể
- Skua Mk.I: 2 mẫu thử. Lắp động cơ Bristol Mercury.
- Skua Mk.II: Phiên bản sản xuất lắp động cơ Bristol Perseus.

## Quốc gia sử dụng
Anh Quốc
- Không quân Hải quân Hoàng gia
- Không quân Hoàng gia

## Tính năng kỹ chiến thuật (Skua Mk. II)

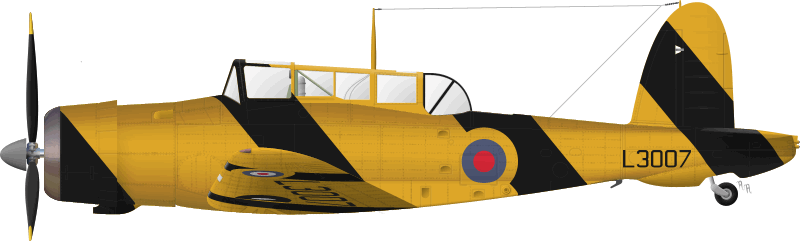
Skua L3007, 1941

Fleet Air Arm Archive

### Đặc điểm riêng
- Tổ lái: 2
- Chiều dài: 35 ft 7 in (10,8 m)
- Sải cánh: 46 ft 2 in (14,1 m)
- Chiều cao: 14 ft 2 in (4,3 m)
- Diện tích cánh: 312 ft² (29,0 m²)
- Trọng lượng rỗng: 5.490 lb (2.490 kg)
- Trọng lượng có tải: 8.228 lb (3.730 kg)
- Động cơ: 1 × Bristol Perseus XII, 905 hp (675 kW)

### Hiệu suất bay
- Vận tốc cực đại: 225 mph (195 kn, 360 km/h)
- Tầm bay: 800 mi (700 nmi, 1,300 km)
- Trần bay: 20.200 ft (6.150 m)
- Lực nâng của cánh: 26,4 lb/ft² (128 kg/m²)
- Lực đẩy/trọng lượng: 0,11 hp/lb (180 W/kg)

### Vũ khí
- 4 khẩu súng máy Browning 0.303 in (7,7 mm)
- 1 khẩu súng máy Lewis hoặc Vickers K 0.303 in (7,7 mm)
- 1 quả bom 500 lb (227 kg) hoặc 1 quả bom 250 lb (113 kg)